# Eupithecia asteria
Eupithecia asteria es una especie de polilla de la familia Geometridae. La especie fue descrita por primera vez por Claude Herbulot habiendo sido descrita en 1987, con distribución en Ecuador. El holotipo de la especie fue descrita en el km 16 de la carretera Gualaceo-Limón, a una altitud de 2900 metros (9514,4 pies).